# 中市場町
中市場町（なかいちばちょう）は、愛知県名古屋市中区・東区の地名。

## 歴史

### 町名の由来
清洲越しの町であり、清須時代には北・中・南市場とあったうちの一角を占めた。中市場はそのうち、川魚・塩・野菜類を商ったとされる。

### 沿革
- 1971年（明治4年） - 石町の一部を編入する[4]。
- 1878年（明治11年）12月20日 - 名古屋区成立に伴い、同区中市場町となる[6]。
- 1889年（明治22年）10月1日 - 名古屋市成立に伴い、同市中市場町となる[6]。
- 1908年（明治41年）4月1日 - 東区成立に伴い、同区中市場町となる[7]。
- 1944年（昭和19年）2月11日 - 栄区成立に伴い、同区中市場町となる[7]。
- 1945年（昭和20年）11月3日 - 栄区廃止に伴い、中区中市場町となる[7]。
- 1946年（昭和21年）4月15日 - 3丁目を東区が編入され、同区中市場町3丁目が成立する[7]。
- 1966年（昭和41年）3月30日 - 住居表示実施に伴い、中区丸の内三丁目に編入される[7]。この時点で中区中市場町全域が消滅[6]。
- 1976年（昭和51年）1月18日 - 東区中市場町3丁目の全域が泉一丁目に編入され廃止[1]。